# Gle Tujoh
Gle Tujoh är en kulle i Indonesien.   Den ligger i provinsen Aceh, i den västra delen av landet, 1 800 km nordväst om huvudstaden Jakarta. Toppen på Gle Tujoh är 70 meter över havet.
Terrängen runt Gle Tujoh är platt åt nordost, men söderut är den kuperad. Havet är nära Gle Tujoh norrut.Runt Gle Tujoh är det ganska glesbefolkat, med 25 invånare per kvadratkilometer. Omgivningarna runt Gle Tujoh är en mosaik av jordbruksmark och naturlig växtlighet.